# Mila kwadratowa
Mila kwadratowa (ang. square mile, mi²) – pozaukładowa jednostka miary powierzchni stosowana w krajach anglosaskich.
| 1 mila kwadratowa | = 640 akrów                       |
|                   | = 27'878'400 stóp kwadratowych    |
|                   | = 4'014'489'600 cali kwadratowych |
|                   | = 2,589988110336 km²              |
|                   | ≈ 259 hektarów                    |

- 1 akr = 0,001563 mili kwadratowej
- 1 stopa kwadratowa = 0,0000000358 mili kwadratowej
- 1 cal kwadratowy = 0,000000000249 mili kwadratowej
- 1 kilometr kwadratowy = 0,3861 mili kwadratowej
- 1 hektar ≈ 0,003846 mili kwadratowej